# Gesellschaften und Zünfte der Stadt Bern

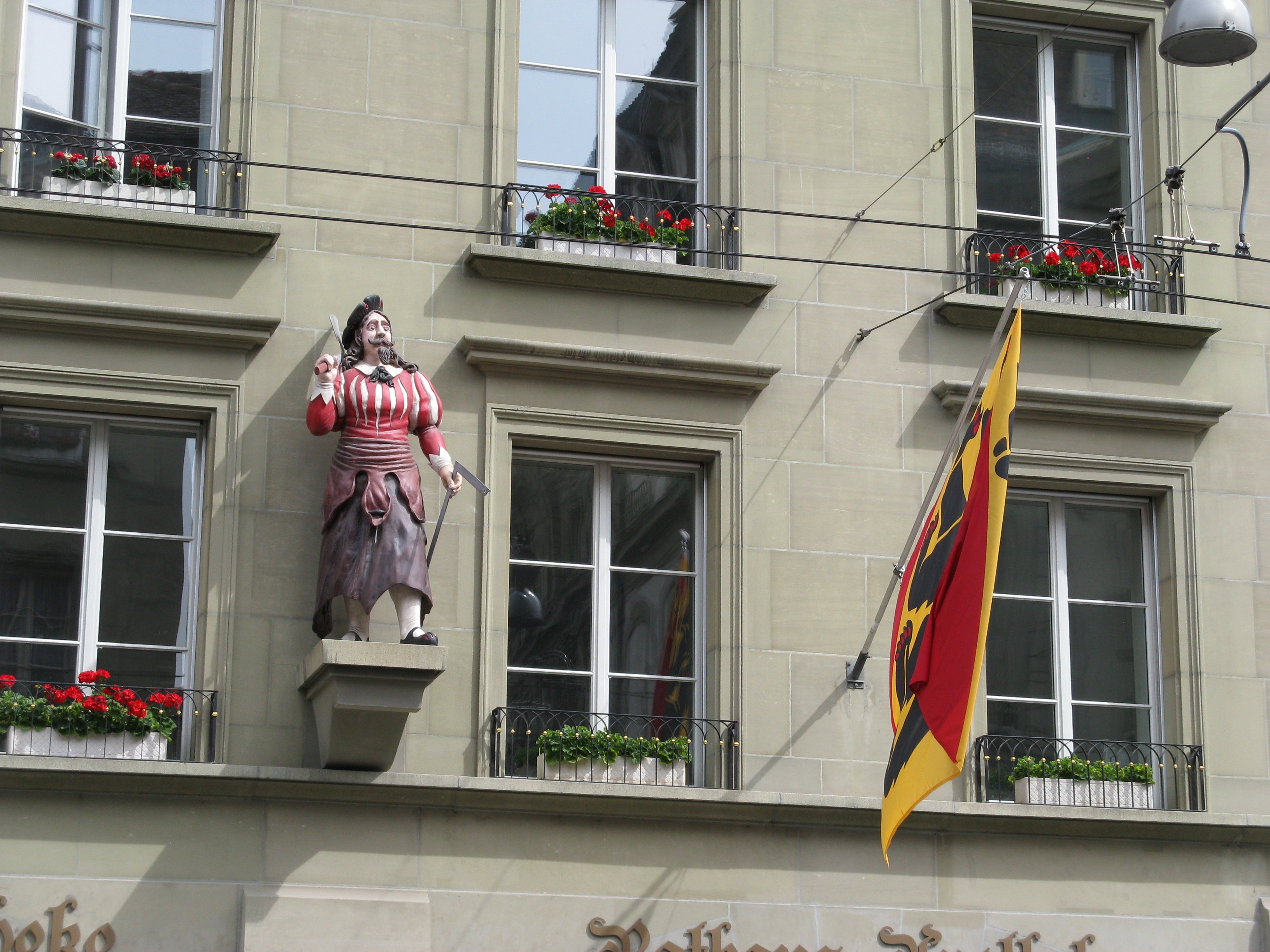
Hauszeichen der Gesellschaft zu Zimmerleuten aus dem Jahr 1846, am heutigen Zunfthaus an der Kramgasse in Bern (2015)

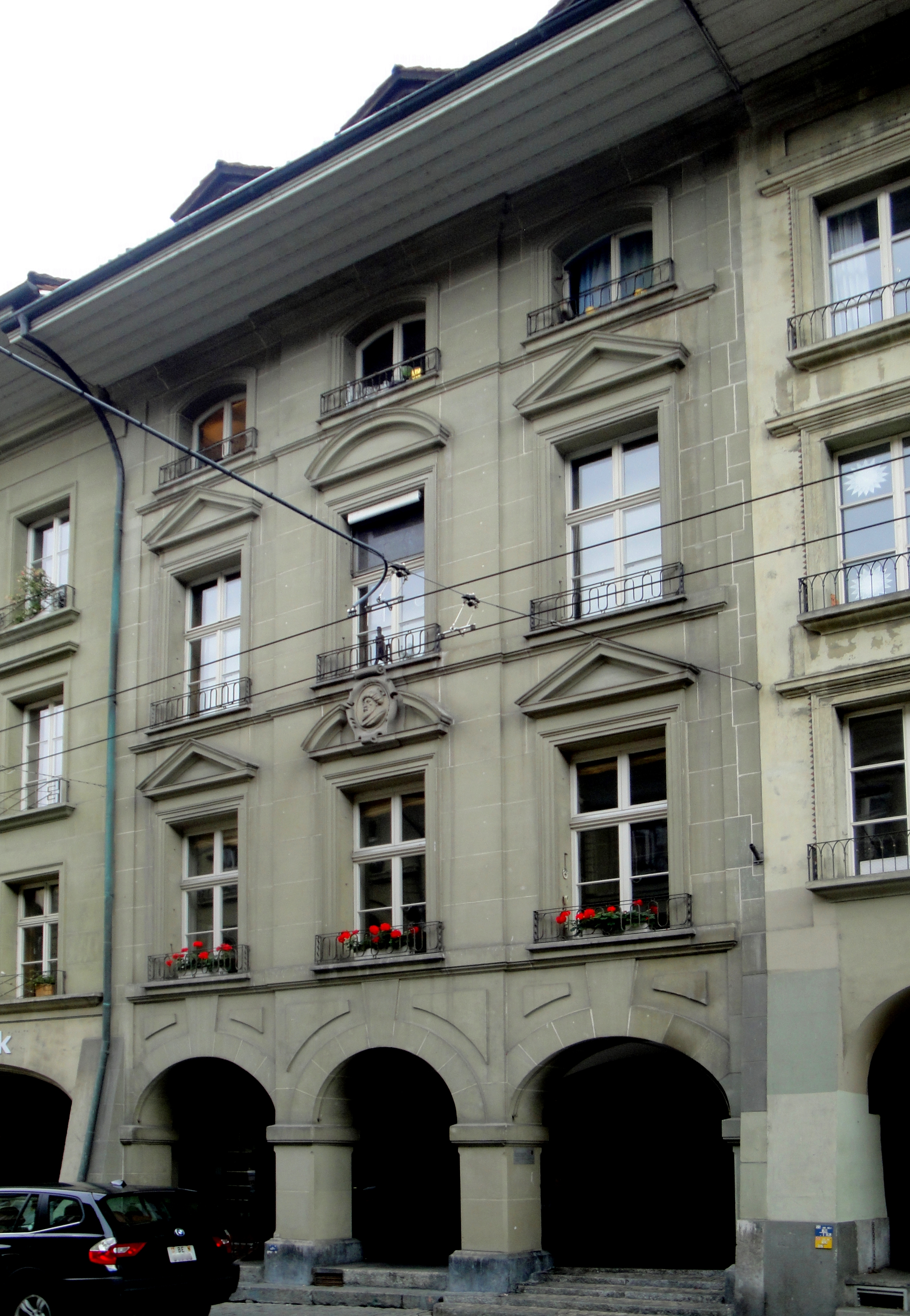
Gesellschaftshaus zu Kaufleuten an der Kramgasse in Bern (2011)

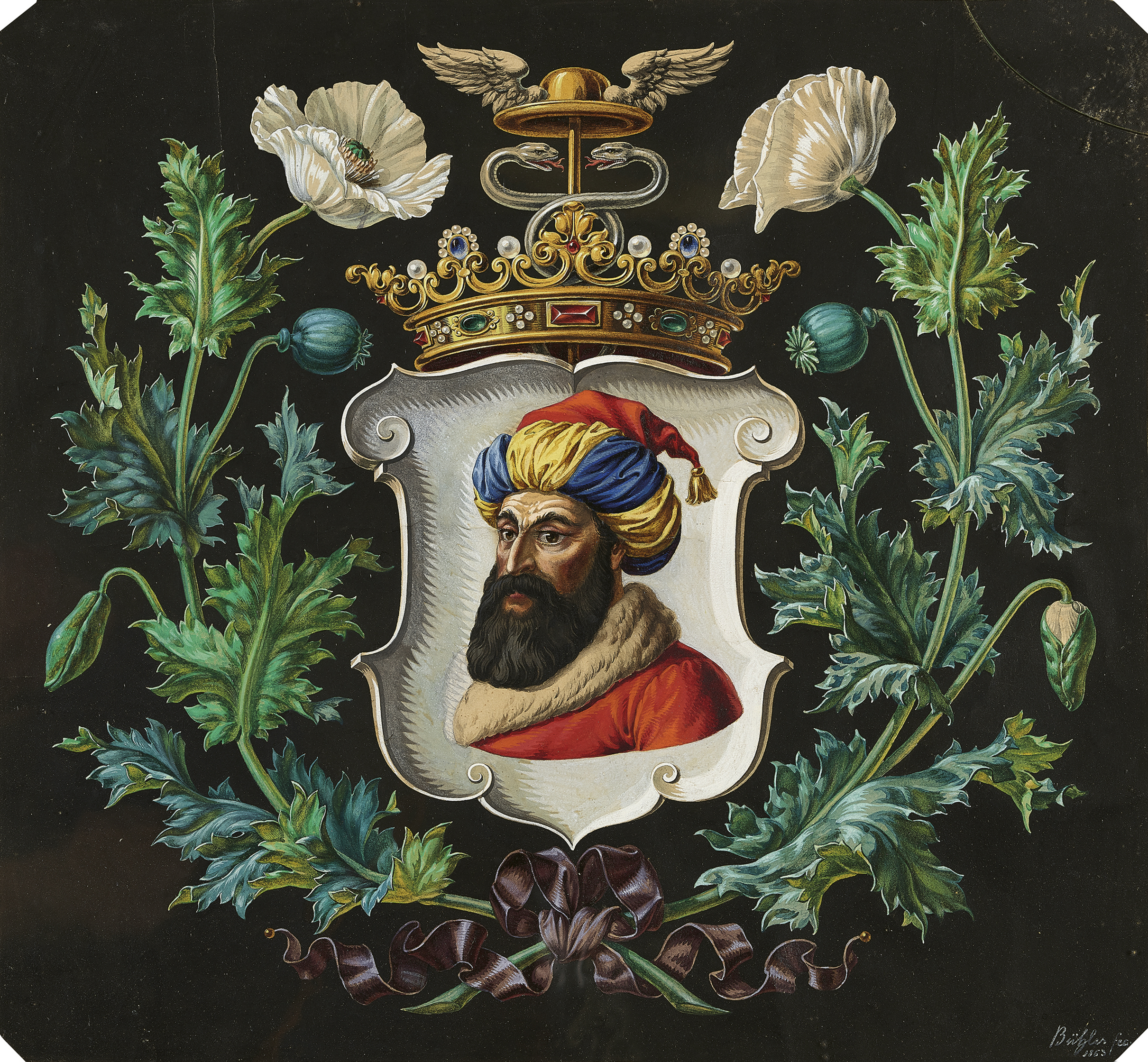
Entwurf für die Wappenkartusche eines Bahrtuchs der Gesellschaft zu Kaufleuten (1863)

Die Gesellschaften und Zünfte der Stadt Bern sind burgerliche Korporationen im Sinn der Verfassung des Kantons Bern und öffentlich-rechtliche Körperschaften im Rahmen der Gemeindegesetzgebung des Kantons Bern. Die Hauptaufgaben der bernischen Gesellschaften und Zünfte sind die Sozialhilfe, die Finanzverwaltung sowie die Erteilung des Gesellschafts- oder Zunftrechts. Alle bernischen Gesellschaften und Zünfte besitzen eigene Gesellschaftshäuser in der Berner Altstadt. Als burgerliche Korporationen sind die Gesellschaften und Zünfte der Burgergemeinde Bern juristisch gleichgestellt, allerdings ist das bernische Burgerrecht Voraussetzung für die Mitgliedschaft in einer der Gesellschaften und Zünfte.

## Geschichte

### Mittelalter

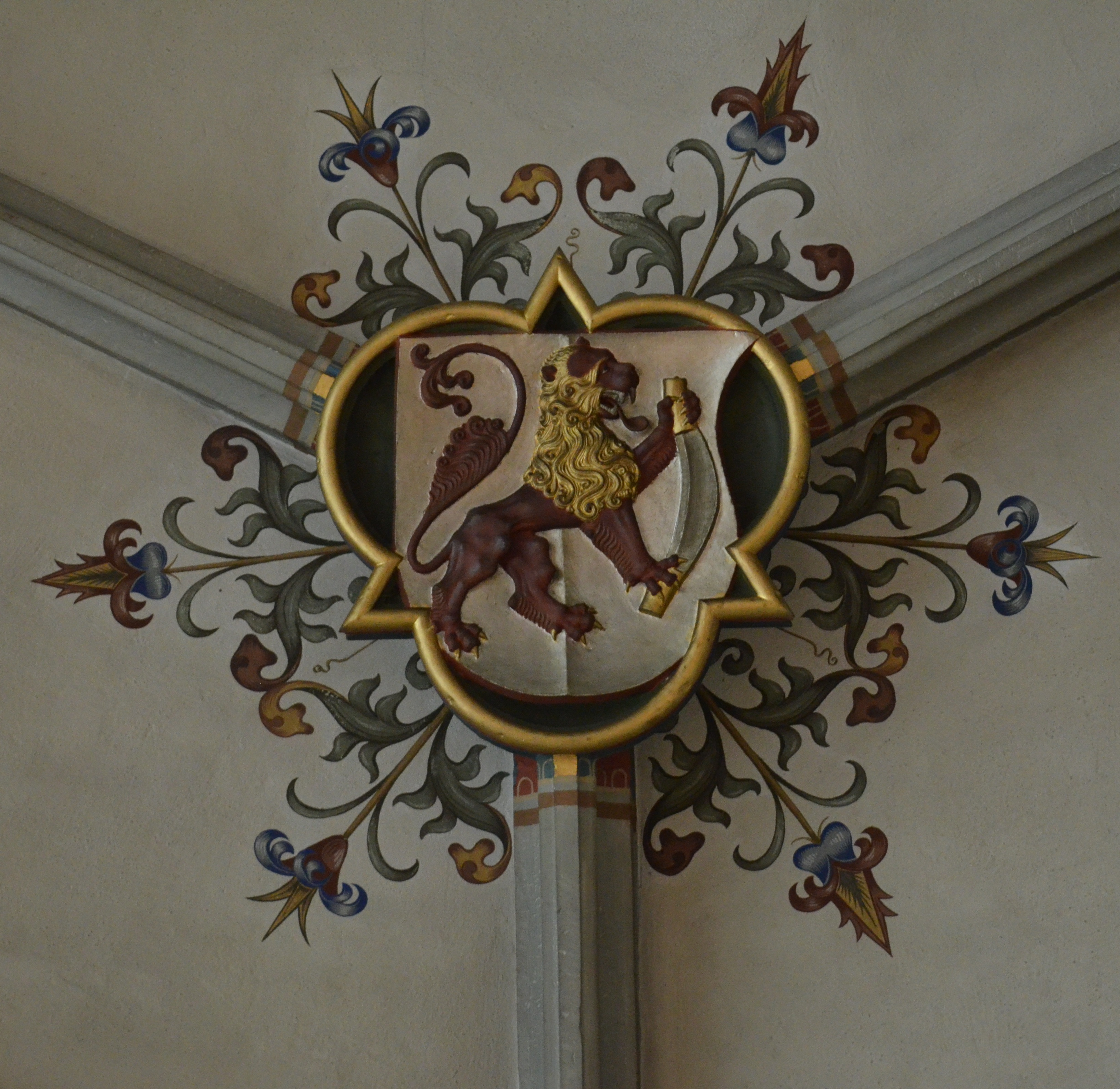
Schlussstein von 1476 mit Wappen der Gesellschaft zu Mittellöwen in der Gerwernkapelle im Berner Münster

Für das Jahr 1294 ist für Bern ein Zunftverbot anzunehmen, da sich der Text des Verbots von 1373 auf ein 80 Jahre älteres Verbot bezieht. Die Zünfte stellten für die durch den Adel und Notabeln besetzte Räte eine Bedrohung dar. Trotzdem gibt es in Bern Anzeichen korporativer Organisationsformen der Handwerker. Die früheste handwerklich geprägte Satzung stammt aus dem Jahr 1307 und regelt die Aufsicht über die Handwerke. Die Gerber treten in einem Rechtsstreit bereits 1313 als Korporation auf. Die Handwerksordnung der Gerber aus dem Jahr 1332 ist in Bern die älteste Quelle ihrer Art. Bereits zu dieser Zeit wurden die handwerklichen Ordnungen jeweils vom Rat erlassen oder zumindest genehmigt. Die Handwerke treten im Geltenhalsaufstand 1368 erstmals politisch in Erscheinung. 1373 werden in Bern Zünfte in den zwei Briefen zünften ze weren schliesslich verboten, und für die Handwerke wird verordnet, dass diese sich als Stuben oder Gesellschaften zu organisieren und sich der Aufsicht des Rats unterzuziehen haben. Zum andern setzte der Rat die Einkaufssummen in die einzelnen Stuben fest. Diese Entscheidungen setzen insgesamt voraus, dass es auch in Bern Zunftunruhen gegeben haben muss. 1384 gab es Unruhen gegenüber dem Rat, die allerdings keine ernstzunehmenden Veränderungen nach sich zogen. 1405 und 1435 verbot der Rat die Mitgliedschaft in mehr als einer Stube. Ausgenommen von diesem Verbot war die Gesellschaft zu Schützen, die keine politische Bedeutung hatte und die adelige Gesellschaft zum Distelzwang.
Ein Handwerk, eine Gesellschaft konnte sich in mehrere Stuben gliedern. Bei den bedeutenden Handwerken der Bäcker, Schmiede, Metzger und Gerber war dies der Fall. Andererseits konnten mehrere Handwerke eine einzige Gesellschaft bilden. Die Gesellschaft zu Zimmerleuten umfasst die Handwerke der Zimmerleute, der Schreiner, Wagner und Küfer. Wie die Zünfte, Gilden, Gaffeln, Ämter oder die venezianischen Scuole hatten die Gesellschaften Berns nebst ihren wirtschaftlichen und zunehmend kommunalen Aufgaben auch religiösen Charakter. Die Gesellschaften verehrten ihre Schutzpatrone durch Altäre, Kapellen und Bruderschaften. Beispiele hierfür sind die Bruderschaft der Gesellschaft zu Rebleuten mit dem Urban-Altar in der Antonierkirche oder die dem Apostel Bartholomäus geweihte Gerwernkapelle im Berner Münster der drei Gerberstuben. Die Gesellschaften sorgten für ihre Angehörigen für ein angemessenes Begräbnis und Jahrzeiten. In den Bruderschaften gehörten auch Frauen zu den Mitgliedern. Die Tradition des Gesellschafts-Bahrtuchs hat sich in Bern bis heute erhalten.
Während die Gesellschaft zu Schützen und die Gesellschaft zu Rebleuten nur eine geringe Bedeutung hatten, kam den Handwerken der Bäcker, Schmiede, Metzger und Gerber zunehmend politische Machtstellung zu, indem ab dem 15. Jahrhundert die vier Venner der Stadt aus diesen vier Handwerken (Vennergesellschaften) zu wählen waren. Bei den Wahlen in den Grossen Rat nahmen der Rat und die Sechzehner die Nominationen vor. Die Vennergesellschaften hatten das Recht, zwei Sechzehner zu stellen. Nebst den städtischen Aufgaben amteten die vier Venner als Gerichtsherren in ihren Landgerichten (bspw. Sternenberg). Die Wappen der Landgerichte erscheinen denn auch oft als legitimierende, heraldische Ergänzungen zum Gesellschaftswappen der Vennergesellschaften. Nach und nach ergab sich eine Hierarchie der Stuben, die zur heute noch geltenden Rangfolge der Gesellschaften führte.

### Frühe Neuzeit

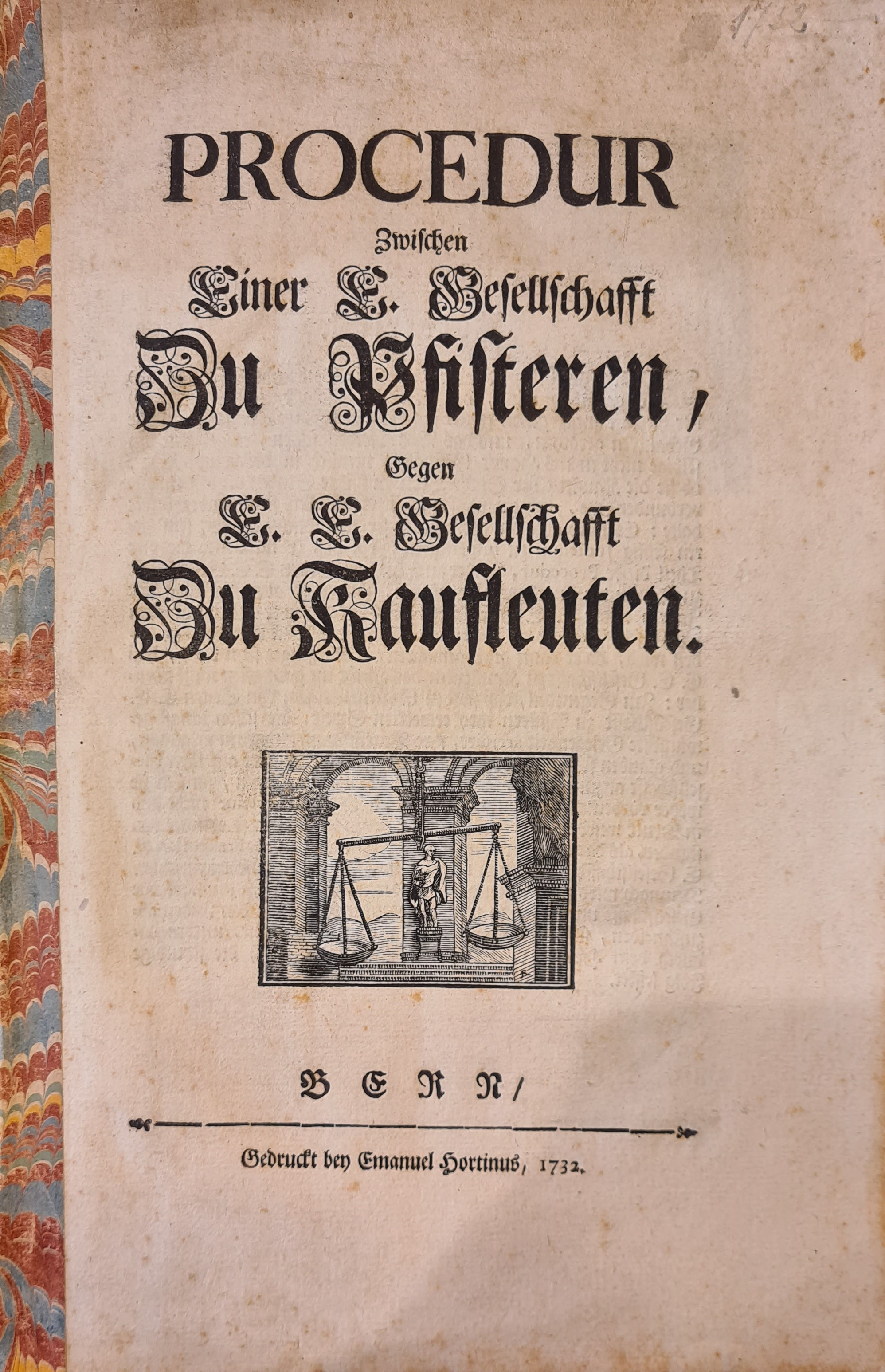
Die berufsbedingte Aufnahme in eine Gesellschaft wurde 1692 vom Rat beschlossen, führte jedoch mehrfach zu Streitigkeiten wie die Verweigerung der Aufnahme des Tuchhändlers Emanuel Hübner durch die Gesellschaft zu Kaufleuten. Titelblatt der gedruckten Prozessakten (1732)

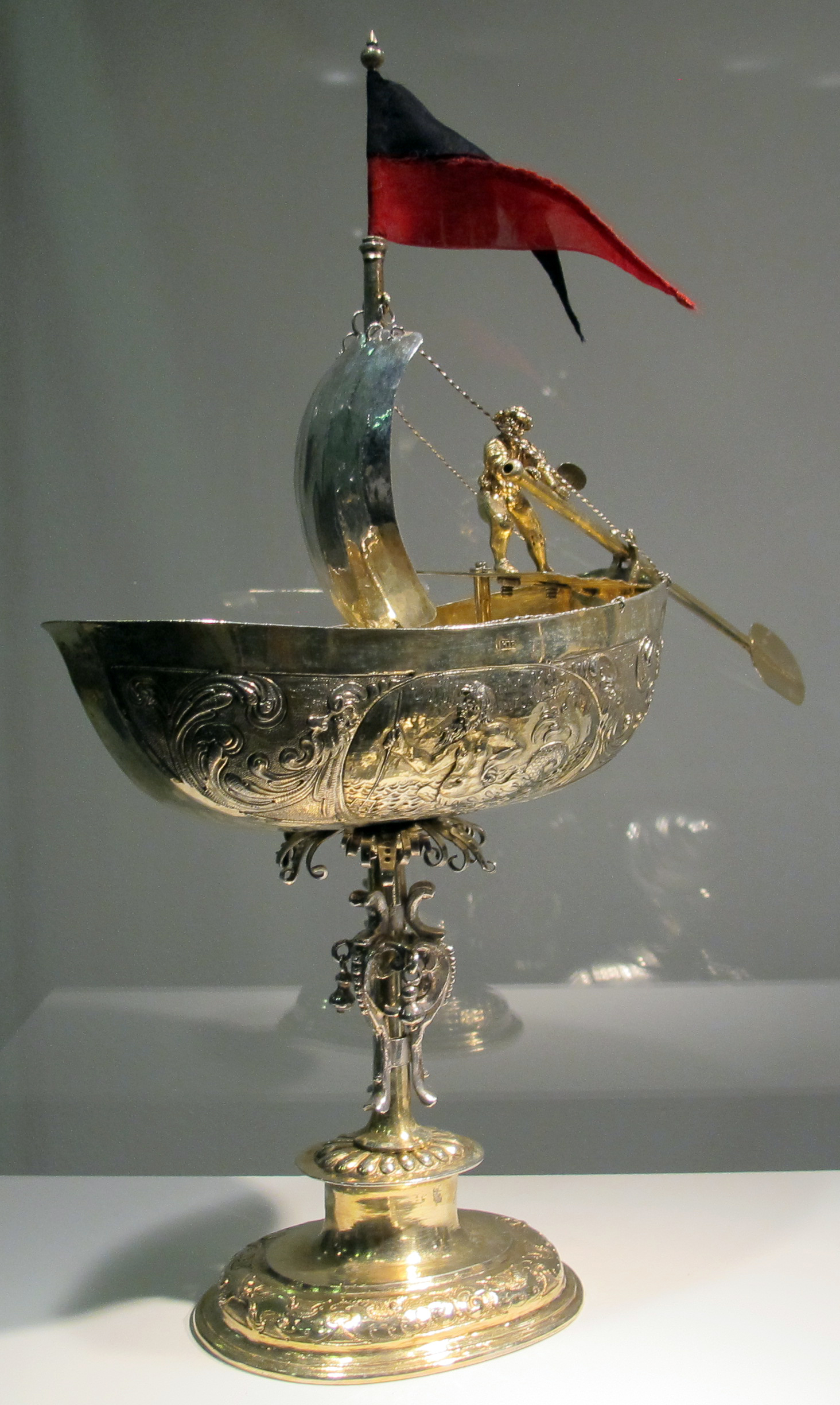
Trinkschiff der Gesellschaft zu Schiffleuten von Hans Jakob Binder II (um 1650)

Küfertanz am Ostermontag vor dem Zytglogge (um 1780)

In der Reformationszeit wurden Vormundschaft und Armenpflege zunehmend zu Aufgaben der Gesellschaften. Die Gesellschaft zu Niederpfistern äufnete ein Spendgut, die Gesellschaft zu Mittellöwen wurde 1524 testamentarisch mit einer Vormundschaft beauftragt, die älteste Vormundschaftsrechnung datiert von 1571 und ist für die Gesellschaft zu Affen belegt. Möglicherweise bereits im 15. Jahrhundert, aber spätestens 1534 war das Berner Burgerrecht an die Zugehörigkeit zu einer der Gesellschaften gebunden. Die Gesellschaften entwickelten sich zu Verwaltungseinheiten der Stadtgemeinde, ihnen kamen in der Frühen Neuzeit zunehmend kommunale Aufgaben zu. Neben der Musterung und der Feuerwehr kamen ab 1676 die Armenpflege und die Vormundschaft für ihre Angehörigen hinzu. Dadurch wurden Ehefrauen und Kinder zu den Angehörigen der Stuben gezählt. Das Gesellschaftsrecht war ans Handwerk gebunden, die adelige Gesellschaft zum Distelzwang und die Gesellschaft zu Mittellöwen waren nicht handwerklich konnotiert und vereinten den Stadtadel, freie Berufe oder Schreiber. Allgemein war das Stubenrecht quasi erblich, wer allerdings einen anderen Beruf als der Vater wählte musste in die entsprechende Gesellschaft eintreten. Bei all denjenigen Geschlechtern, die sich vom Handwerk gelöst hatten und sich als Patrizier der Politik, dem Militär oder der Verwaltung des eigenen Besitzes widmeten, war das Gesellschaftsrecht faktisch erblich. Zwar musste jeder volljährig gewordene Berner sich in die Stube einkaufen und aufnehmen lassen, doch war dies eine reine Formsache. Allerdings musste das Gesellschaftsrecht durch einen jährlich zu entrichtenden Stubenzins aufrechterhalten werden. Mit der Abschliessung des Burgerrechts ab 1651 waren die Gesellschaften gehalten, ihre Stubenrodel (Mitgliederlisten) in burgerliche und nicht-burgerliche Angehörige aufzuteilen. Dies führte dazu, dass es innere Meister und äussere Meister gab, d. h. burgerliche Meister und nicht-burgerliche. In den Handwerken, d. h. in den Meisterkollegien sassen allerdings die inneren und äusseren Meister gleichermassen.

### Helvetik, Mediation und Restauration

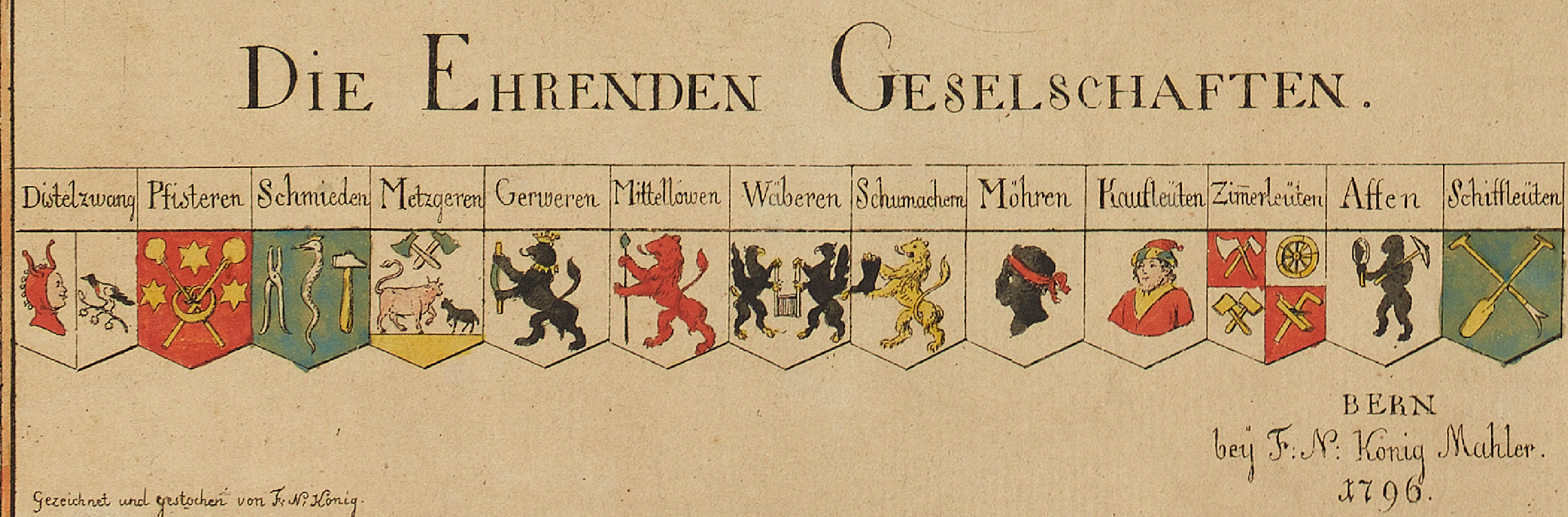
Wappen der 13 burgerlichen Gesellschaften (1796)

Die helvetische Zentralregierung verbot 1798 jegliche Aufteilung von Vermögen der Gesellschaften. Mit dem Hinweis auf ihre Armengüter konnten die Gesellschaften den Einblick der helvetischen Regierung in die finanziellen Angelegenheiten weitestgehend abwenden. In der Mediationszeit wurden die Gesellschaften rechtlich gefestigt. Zur Wahl des Grossen Rats wurde der Wahlbezirk Stadt Bern in 13 sogenannte Wahlzünfte eingeteilt. Diese Wahlzünfte wurden von einem Zunftmeister geleitet und trugen die Namen der Gesellschaften, ohne mit diesen personell identisch zu sein. Auf städtischer Ebene wählten die Gesellschaften in der Mediation ihre Abgeordneten in den Grossen Stadtrat, die oberste städtische Behörde. Den Gesellschaften blieben die Pflichten in der Feuerwehr und in der Austeilung der Erträge aus den Stadtfeldern. Die militärischen Verknüpfungen gingen hingegen endgültig verloren, ebenso wurde 1805 der seit 1798 gültige, handwerklich bedingte Zunftzwang per Dekret abgeschafft. Die Angehörigkeit in einer der Gesellschaften wurde damit endgültig erblich. Gleichzeitig wurde das Burgerrecht wieder vollständig geöffnet. Ab 1805 wurden neue Geschlechter ins bernische Burgerrecht aufgenommen. Aufgrund der schlechten finanziellen Lage konzentrierte sich die Aktivitäten der Gesellschaften hauptsächlich auf die Armenpflege. Mahlzeiten und repräsentative Anlässe fanden kaum statt. Mit der Gründung des städtischen Brandcorps 1812 verloren die Gesellschaften ihre Pflichten im Bereich der Feuerwehr. Die Rechte bei den Wahlen gingen verloren, Spannungen gab es beim Thema Verwaltung der gesellschaftseigenen Armengüter. Die Auseinandersetzungen sind im Rahmen der Konflikte zwischen der patrizisch geprägten Regierung und der nichtpatrizischen Burgerschaft zu sehen.

### 19. und 20. Jahrhundert
Während die bernischen Gesellschaften ursprünglich nur den Stubenmeister als einzigen Beamten kannten, kamen im Lauf der Jahrhunderte die Ämter des Seckelmeisters und des Stubenschreibers hinzu, mit der Verfassung von 1831 wurden einheitlich Waisenkommissionen eingeführt, die in den meisten Fällen mit den Vorgesetzten (Exekutive) identisch waren. Legislative ist in allen Gesellschaften das Grosse Bott. In der Mitte des 19. Jahrhunderts kam für die Gesellschaften der abgrenzende Begriff Zunftgesellschaft vor, der drei Körperschaften bis heute als offizielle Bezeichnung dient. Mit der Bevölkerungszunahme in der Stadt Bern erhielten Burgerschaft und Gesellschaften zunehmend exklusiven Charakter, da die Zugezogenen blosse Einwohner waren. Der Burgersturm 1888 brachte die Abschaffung des Burgernutzens und des Gesellschaftszwangs. Die Gesellschaften und Zünfte kannten und kennen teilweise eine sogenannte Dividende, allerdings wurde diese im 19. Jahrhundert bei den meisten Körperschaften abgeschafft. Mit dem neuen Gemeindegesetz von 1917 erhielten neben Burgergemeinden nun auch die Einwohnergemeinden das Recht, das Bürgerrecht zu erteilen. Die Burgergemeinde Bern und die Gesellschaften erhielten dadurch ihren aktuellen Platz in der staatlichen Organisation. Das aktive Gesellschafts- oder Zunftrecht war an den Wohnsitz in der Stadt gebunden, die Gesellschaft zu Mittellöwen bspw. dehnte dies 1940 auf den Kanton Bern aus, 1972 fiel die Wohnsitzklausel hier völlig weg. Mit der Einführung des Frauenstimmrechts wurden die Frauen vollberechtigte Mitglieder der Gesellschaften und Zünfte. Neben den gemeinderechtlichen Terminen wie dem Grossen Bott, den Sitzungen der Räte und Kommissionen haben die bernischen Gesellschaften und Zünfte im Lauf des 20. Jahrhunderts neue Anlässe geschaffen, teilweise Bezug nehmend auf die festlichen Mahlzeiten des Mittelalters und der Neuzeit, zum andern moderneren Bedürfnissen folgend, in der Form von Ausflügen, Vorträgen, Bällen und Familienfesten.

## Aufgaben
Von den seit dem Spätmittelalter bekannten Aufgaben verloren die Gesellschaften die meisten in der ersten Hälfte des 19. Jahrhunderts. Mit der Schaffung der burgerlichen Kindes- und Erwachsenenschutzbehörde (bKESB) 2013 gingen die Kompetenzen im Kindes- und Erwachsenenschutz von den Gesellschaften und Zünfte an diese über, die Gesellschaften haben je einen Sitz in der Aufsichtskommission der burgerlichen Kindes- und Erwachsenenschutzbehörde. Nebst der Aufnahme neuer Mitglieder ist ihnen als einzige traditionelle Aufgabe die behördliche Aufsicht über die Sozialhilfe für ihre Angehörigen geblieben. Die Gesellschaften und Zünfte pflegen ihre meist erst im 20. Jahrhundert entstandenen, gesellschaftlichen Traditionen und unterstützen nach ihren Möglichkeiten und unabhängig von der Burgergemeinde Bern soziale, wissenschaftliche und kulturelle Anlässe und Einrichtungen.

## Liste
Die offizielle Rangfolge der 13 Gesellschaften und Zünfte:
| Rang | Gesellschaft                   | Erste urkundliche Erwähnung | Gesellschaftshaus                                  | Wappen |
| ---- | ------------------------------ | --------------------------- | -------------------------------------------------- | ------ |
| I    | Gesellschaft zum Distelzwang   |                             | Zunfthaus zum Distelzwang, Gerechtigkeitsgasse 79  |        |
| II   | Gesellschaft zu Pfistern       |                             | Zunfthaus zu Pfistern, Kramgasse 9                 |        |
| III  | Zunftgesellschaft zu Schmieden |                             | Zunfthaus zu Schmieden, Schmiedenplatz 5           |        |
| IV   | Zunftgesellschaft zu Metzgern  |                             | Zunfthaus zu Metzgern, Kramgasse 45                |        |
| V    | Gesellschaft zu Ober-Gerwern   |                             | Amthausgasse 28                                    |        |
| VI   | Gesellschaft zu Mittellöwen    | 1461                        | Gesellschaftshaus zu Mittellöwen, Amthausgasse 4–6 |        |
| VII  | Zunft zu Webern                |                             | Zunfthaus zu Webern, Gerechtigkeitsgasse 68        |        |
| VIII | Gesellschaft zu Schuhmachern   |                             | Zunfthaus zu Schuhmachern, Amthausgasse 8          |        |
| IX   | Zunft zur Schneidern           |                             | Zunfthaus zur Schneidern, Kramgasse 12             |        |
| X    | Gesellschaft zu Kaufleuten     |                             | Zunfthaus zu Kaufleuten, Kramgasse 29              |        |
| XI   | Gesellschaft zu Zimmerleuten   |                             | Zunfthaus zu Zimmerleuten, Kramgasse 2             |        |
| XII  | Zunftgesellschaft zum Affen    |                             | Zunfthaus zum Affen, Kramgasse 5                   |        |
| XIII | Gesellschaft zu Schiffleuten   |                             | Zunfthaus zu Schiffleuten, Münstergasse 22         |        |